# アラスカ海流
アラスカ海流（アラスカかいりゅう、英: Alaska Current）は亜寒帯海流が、北米大陸によって南北に二分される際に北流する方の海流。暖流で流速は１ノット以上。カナダブリティッシュコロンビア州沿岸、並びに米国アラスカ州回廊地帯沿岸を北上し、アラスカ湾内を反時計回りに環流するが、その一部はアリューシャン海流となって西流する。この海流は亜寒帯海流の続流であるからかなり低温であるが、アラスカ湾内では暖流の特徴を示す。これは小規模であるが、北大西洋海流ないしノルウェー海流が北欧諸国の気候に及ぼす影響と同様に、カナダ北西岸、アラスカ方面の気候を温和化している。　　